# Rallye Monte-Carlo 2023
Le Rallye Monte-Carlo 2023 est la quatre-vingt-onzième édition du Rallye Monte-Carlo et la première manche du championnat du monde des rallyes 2023. Il se déroule sur quatre jours entre le 19 et le 22 janvier 2023,. L’épreuve 2023 sera basée à Monte-Carlo, Monaco et se composera de dix-huit spéciales, couvrant une distance de compétition totale de 325,02 km.
Sébastien Loeb et Isabelle Galmiche sont les tenants du titre. Cependant, ils ne défendront pas leur titre car le calendrier de Loeb est en conflit avec le Dakar 2023. Andreas Mikkelsen et Torstein Eriksen sont les vainqueurs en titre dans la catégorie WRC-2, tandis que Sami Pajari et Enni Mälkönen le sont dans la catégorie WRC-3.
Menant le classement général de bout en bout, Sébastien Ogier remporte son 9e Rallye Monte Carlo devant Kalle Rovanperä établissant ainsi un record de victoires dans cette épreuve.

## Engagés
Les équipages suivants sont engagés dans le rallye. L’événement est ouvert aux équipages participant au Championnat du Monde des Rallyes et à ses catégories de soutien : Championnat du Monde des Rallyes-2 et Championnat du Monde des Rallyes-3, ainsi qu'aux concurrents privés qui ne sont enregistrés pour marquer des points dans aucun championnat. Dix équipes de Rally1 doivent participer au Championnat du Monde des Rallyes, ainsi que vingt-sept équipes de Rally2.

### WRC
| No. | Pilote              | Copilote          | Équipe                  | Voiture                | Éligibilité au championnat      | Pneus |
| --- | ------------------- | ----------------- | ----------------------- | ---------------------- | ------------------------------- | ----- |
| 4   | Esapekka Lappi      | Janne Ferm        | Hyundai Shell Mobis WRT | Hyundai i20 N Rally1   | Driver, Co-driver, Manufacturer | P     |
| 6   | Dani Sordo          | Cándido Carrera   | Hyundai Shell Mobis WRT | Hyundai i20 N Rally1   | Driver, Co-driver, Manufacturer | P     |
| 7   | Pierre-Louis Loubet | Nicolas Gilsoul   | M-Sport Ford WRT        | Ford Puma Rally1       | Driver, Co-driver, Manufacturer | P     |
| 8   | Ott Tänak           | Martin Järveoja   | M-Sport Ford WRT        | Ford Puma Rally1       | Driver, Co-driver, Manufacturer | P     |
| 9   | Jourdan Serderidis  | Frédéric Miclotte | M-Sport Ford WRT        | Ford Puma Rally1       | Driver, Co-driver               | P     |
| 11  | Thierry Neuville    | Martijn Wydaeghe  | Hyundai Shell Mobis WRT | Hyundai i20 N Rally1   | Driver, Co-driver, Manufacturer | P     |
| 17  | Sébastien Ogier     | Vincent Landais   | Toyota Gazoo Racing WRT | Toyota GR Yaris Rally1 | Driver, Co-driver, Manufacturer | P     |
| 18  | Takamoto Katsuta    | Aaron Johnston    | Toyota Gazoo Racing WRT | Toyota GR Yaris Rally1 | Driver, Co-driver               | P     |
| 33  | Elfyn Evans         | Scott Martin      | Toyota Gazoo Racing WRT | Toyota GR Yaris Rally1 | Driver, Co-driver, Manufacturer | P     |
| 69  | Kalle Rovanperä     | Jonne Halttunen   | Toyota Gazoo Racing WRT | Toyota GR Yaris Rally1 | Driver, Co-driver, Manufacturer | P     |

### WRC-2
| No. | Pilote                      | Copilote                 | Équipe/Engagé                    | Voiture                | Éligibilité au championnat                              | Pneus |
| --- | --------------------------- | ------------------------ | -------------------------------- | ---------------------- | ------------------------------------------------------- | ----- |
| 20  | Adrien Fourmaux             | Alexandre Coria          | M-Sport Ford WRT                 | Ford Fiesta Rally2     | Driver, Co-driver, Team                                 | P     |
| 21  | Yohan Rossel                | Arnaud Dunand            | PH Sport                         | Citroën C3 Rally2      | Driver, Co-driver                                       | P     |
| 22  | Stéphane Lefebvre           | Andy Malfoy              | Stéphane Lefebvre                | Citroën C3 Rally2      | Driver, Co-driver                                       | P     |
| 24  | Nikolay Gryazin             | Konstantin Aleksandrov   | Toksport WRT 2                   | Škoda Fabia RS Rally2  | Challenger Driver, Challenger Co-driver, Team           | P     |
| 25  | Grégoire Munster            | Louis Louka              | M-Sport Ford WRT                 | Ford Fiesta Rally2     | Challenger Driver, Challenger Co-driver, Team           | P     |
| 26  | Marco Bulacia               | Axel Coronado Jiménez    | Toksport WRT 2                   | Škoda Fabia RS Rally2  | Challenger Driver, Challenger Co-driver, Team           | P     |
| 27  | Erik Cais                   | Petr Těšínský            | Erik Cais                        | Škoda Fabia RS Rally2  | Challenger Driver, Challenger Co-driver                 | P     |
| 28  | Chris Ingram                | Craig Drew               | Chris Ingram                     | Škoda Fabia Rally2 evo | Challenger Driver, Challenger Co-driver                 | P     |
| 29  | Sean Johnston               | Alexander Kihurani       | Sean Johnston                    | Citroën C3 Rally2      | Challenger Driver, Challenger Co-driver                 | P     |
| 31  | Josh McErlean               | John Rowan               | Motorsport Ireland Rally Academy | Hyundai i20 N Rally2   | Challenger Driver, Challenger Co-driver, Team           | P     |
| 32  | William Creighton           | Liam Regan               | Motorsport Ireland Rally Academy | Hyundai i20 N Rally2   | Challenger Driver, Challenger Co-driver, Team           | P     |
| 34  | Pepe López                  | Borja Rozada             | Pepe López                       | Hyundai i20 N Rally2   | Challenger Driver, Challenger Co-driver                 | P     |
| 35  | Alejandro Cachón            | Andy Malfoy              | Alejandro López Fernández        | Citroën C3 Rally2      | Challenger Driver, Challenger Co-driver                 | P     |
| 36  | Mauro Miele                 | Luca Beltrame            | Mauro Miele                      | Škoda Fabia RS Rally2  | Challenger/Masters Driver, Challenger Co-driver         | P     |
| 37  | François Delecour           | Sabrina De Castelli      | François Delecour                | Škoda Fabia RS Rally2  | Masters Driver, Co-driver                               | P     |
| 38  | Olivier Burri               | Anderson Levratti        | Olivier Burri                    | Hyundai i20 N Rally2   | Driver, Co-driver                                       | P     |
| 39  | Johannes Keferböck          | Ilka Minor               | Johannes Keferböck               | Škoda Fabia Rally2 evo | Masters Driver, Co-driver                               | P     |
| 40  | Lorenzo Bontempelli         | Giovanni Pina            | Lorenzo Bontempelli              | Škoda Fabia Rally2 evo | Driver, Co-driver                                       | P     |
| 41  | Daniel Alonso Villarón      | Adrián Pérez Fernández   | Daniel Alonso Villarón           | Citroën C3 Rally2      | Masters Driver, Co-driver                               | P     |
| 42  | Eamonn Boland               | Michael Joseph Morrissey | Eamonn Boland                    | Citroën C3 Rally2      | Masters Driver, Masters Co-driver                       | P     |
| 44  | Frédéric Rosati             | Philippe Marchetto       | Frédéric Rosati                  | Hyundai i20 N Rally2   | Masters Driver, Masters Co-driver                       | P     |
| 45  | Silvano Patera              | Stefano Tiraboschi       | Silvano Patera                   | Škoda Fabia Rally2 evo | Masters Driver, Co-driver                               | P     |
| 46  | Simone Niboli               | Battista Brunetti        | Simone Niboli                    | Škoda Fabia Rally2 evo | Masters Driver, Masters Co-driver                       | P     |
| 47  | Filippo Marchino            | Pietro Elia Ometto       | Filippo Marchino                 | Škoda Fabia R5 (en)    | Masters Driver, Masters Co-driver                       | P     |
| 48  | Fabrizio Arengi Bentivoglio | Massimiliano Bosi        | Fabrizio Arengi Bentivoglio      | Škoda Fabia Rally2 evo | Challenger/Masters Driver, Masters Co-driver            | P     |
| 49  | Christian Merli             | Marco Zortea             | Christian Merli                  | Škoda Fabia Rally2 evo | Masters Driver, Masters Co-driver                       | P     |
| 50  | Henk Vossen                 | Annemieke Hulzebos       | Henk Vossen                      | Ford Fiesta R5         | Challenger/Masters Driver, Challenger/Masters Co-driver | P     |

### Autres engagés de renom
| No. | Pilote         | Copilote          | Équipe/Engagé  | Voiture                | Éligibilité au championnat | Pneus |
| --- | -------------- | ----------------- | -------------- | ---------------------- | -------------------------- | ----- |
| 23  | Oliver Solberg | Elliott Edmondson | Oliver Solberg | Škoda Fabia RS Rally2  | NC                         | P     |
| 30  | Sami Pajari    | Enni Mälkönen     | Toksport WRT   | Škoda Fabia RS Rally2  | NC                         | P     |
| 62  | Zoltán László  | Gábor Zsiros      | Zoltán László  | Škoda Fabia Rally2 evo | Masters Driver, Co-driver  | P     |

## Calendrier et déroulement des spéciales
| Date       | N°   | Départ           | Épreuve Spéciale                                   | Distance                                    | Vainqueur E.S.                              | Temps                                       | Leader au général |
| ---------- | ---- | ---------------- | -------------------------------------------------- | ------------------------------------------- | ------------------------------------------- | ------------------------------------------- | ----------------- |
| 19 janvier | --   | À partir de 9:31 | Sainte-Agnès / Peille (Shakedown)                  | 2.29 km                                     | Sébastien Ogier                             | 1:44.6                                      | --                |
| 19 janvier | SS1  | After 20:05      | La Bollène-Vésubie / Col de Turini 1               | 15.12 km                                    | Sébastien Ogier                             | 10:22.9                                     | Sébastien Ogier   |
| 19 janvier | SS2  | After 21:03      | La Cabanette / Col de Castillon                    | 24.90 km                                    | Sébastien Ogier                             | 16:10.8                                     | Sébastien Ogier   |
| 19 janvier |      | 22:43 – 23:33    | Flexi assistance A, Monaco                         | Flexi assistance A, Monaco                  | Flexi assistance A, Monaco                  | Flexi assistance A, Monaco                  | Sébastien Ogier   |
| 20 janvier |      | 7:01 – 7:21      | Assistance B, Monaco                               | Assistance B, Monaco                        | Assistance B, Monaco                        | Assistance B, Monaco                        | Sébastien Ogier   |
| 20 janvier | SS3  | After 9:09       | Roure / Roubion / Beuil 1                          | 18.33 km                                    | Sébastien Ogier                             | 9:54.7                                      | Sébastien Ogier   |
| 20 janvier | SS4  | After 10:22      | Puget-Théniers / Saint-Antonin 1                   | 19.79 km                                    | Sébastien Ogier                             | 11:44.7                                     | Sébastien Ogier   |
| 20 janvier | SS5  | After 11:25      | Briançonnet / Entrevaux 1                          | 14.55 km                                    | Sébastien Ogier                             | 8:30.7                                      | Sébastien Ogier   |
| 20 janvier |      | 12:40 – 12:55    | Zone de changement de pneus, Puget-Théniers        | Zone de changement de pneus, Puget-Théniers | Zone de changement de pneus, Puget-Théniers | Zone de changement de pneus, Puget-Théniers | Sébastien Ogier   |
| 20 janvier | SS6  | After 14:23      | Roure / Roubion / Beuil 2                          | 18.33 km                                    | Elfyn Evans                                 | 9:49.3                                      | Sébastien Ogier   |
| 20 janvier | SS7  | After 15:36      | Puget-Théniers / Saint-Antonin 2                   | 19.79 km                                    | Sébastien Ogier                             | 11:38.7                                     | Sébastien Ogier   |
| 20 janvier | SS8  | After 16:39      | Briançonnet / Entrevaux 2                          | 14.55 km                                    | Kalle Rovanperä                             | 8:24.0                                      | Sébastien Ogier   |
| 20 janvier |      | 18:54 – 19:44    | Flexi assistance C, Monaco                         | Flexi assistance C, Monaco                  | Flexi assistance C, Monaco                  | Flexi assistance C, Monaco                  | Sébastien Ogier   |
| 21 janvier |      | 5:56 – 6:16      | Assistance D, Monaco                               | Assistance D, Monaco                        | Assistance D, Monaco                        | Assistance D, Monaco                        | Sébastien Ogier   |
| 21 janvier | SS9  | After 8:24       | Le Fugeret / Thorame-Haute 1                       | 16.80 km                                    | Kalle Rovanperä                             | 9:05.5                                      | Sébastien Ogier   |
| 21 janvier | SS10 | After 10:05      | Malijai / Puimichel 1                              | 17.31 km                                    | Sébastien Ogier                             | 9:27.1                                      | Sébastien Ogier   |
| 21 janvier | SS11 | After 12:17      | Ubraye / Entrevaux 1                               | 21.78 km                                    | Kalle Rovanperä                             | 11:35.7                                     | Sébastien Ogier   |
| 21 janvier |      | 13:36 – 13:51    | Zone de changement de pneus, Puget-Théniers        | Zone de changement de pneus, Puget-Théniers | Zone de changement de pneus, Puget-Théniers | Zone de changement de pneus, Puget-Théniers | Sébastien Ogier   |
| 21 janvier | SS12 | After 14:31      | Le Fugeret / Thorame-Haute 2                       | 16.80 km                                    | Thierry Neuville                            | 9:01.8                                      | Sébastien Ogier   |
| 21 janvier | SS13 | After 16:05      | Malijai / Puimichel 2                              | 17.31 km                                    | Thierry Neuville                            | 9:27.6                                      | Sébastien Ogier   |
| 21 janvier | SS14 | After 18:23      | Ubraye / Entrevaux 2                               | 21.78 km                                    | Kalle Rovanperä                             | 11:30.2                                     | Sébastien Ogier   |
| 21 janvier |      | 20:48 – 21:38    | Flexi assistance E, Monaco                         | Flexi assistance E, Monaco                  | Flexi assistance E, Monaco                  | Flexi assistance E, Monaco                  | Sébastien Ogier   |
| 22 janvier |      | 6:34 – 6:54      | Assistance F, Monaco                               | Assistance F, Monaco                        | Assistance F, Monaco                        | Assistance F, Monaco                        | Sébastien Ogier   |
| 22 janvier | SS15 | After 7:57       | Lucéram / Lantosque 1                              | 18.82 km                                    | Sébastien Ogier                             | 12:17.9                                     | Sébastien Ogier   |
| 22 janvier | SS16 | After 9:05       | La Bollène-Vésubie / Col de Turini 2               | 15.12 km                                    | Kalle Rovanperä                             | 10:08.9                                     | Sébastien Ogier   |
| 22 janvier | SS17 | After 10:40      | Lucéram / Lantosque 2                              | 18.82 km                                    | Sébastien Ogier                             | 12:17.0                                     | Sébastien Ogier   |
| 22 janvier | SS18 | After 12:18      | La Bollène-Vésubie / Col de Turini 3 (Power Stage) | 15.12 km                                    | Kalle Rovanperä                             | 10:00.5                                     | Sébastien Ogier   |
| Source:    |      |                  |                                                    |                                             |                                             |                                             |                   |

### Power Stage
E.S. 18: La Bollène-Vésubie / Col de Turini 3, distance 15,12 km

La Power Stage est la dernière spéciale du rallye. Des points supplémentaires au Championnat du Monde sont attribués aux cinq plus rapides des championnats WRC et WRC-2.
| Pos. | Catégoríe | Pilote           | Copilote         | Voiture                | Équipe                  | Temps   | Points |
| ---- | --------- | ---------------- | ---------------- | ---------------------- | ----------------------- | ------- | ------ |
| 1    | WRC       | Kalle Rovanperä  | Jonne Halttunen  | Toyota GR Yaris Rally1 | Toyota Gazoo Racing WRT | 10:00.5 | 5      |
| 2    | WRC       | Ott Tänak        | Martin Järveoja  | Ford Puma Rally1       | M-Sport Ford WRT        | +0.6    | 4      |
| 3    | WRC       | Elfyn Evans      | Scott Martin     | Toyota GR Yaris Rally1 | Toyota Gazoo Racing WRT | +0.7    | 3      |
| 4    | WRC       | Thierry Neuville | Martijn Wydaeghe | Hyundai i20 N Rally1   | Hyundai Shell Mobis WRT | +4.3    | 2      |
| 5    | WRC       | Sébastien Ogier  | Vincent Landais  | Toyota GR Yaris Rally1 | Toyota Gazoo Racing WRT | +4.7    | 1      |

## Classement final
Points attribués en fonction du classement final, à additionner à ceux de la Power Stage.
| Championnat du Monde des Rallyes WRC   | Championnat du Monde des Rallyes WRC | Championnat du Monde des Rallyes WRC | Championnat du Monde des Rallyes WRC | Championnat du Monde des Rallyes WRC | Championnat du Monde des Rallyes WRC | Championnat du Monde des Rallyes WRC | Championnat du Monde des Rallyes WRC | Championnat du Monde des Rallyes WRC |
| Pos.                                   | Catégoríe                            | Pilote                               | Copilote                             | Voiture                              | Équipe/Engagé                        | Pneus                                | Temps                                | Points                               |
| -------------------------------------- | ------------------------------------ | ------------------------------------ | ------------------------------------ | ------------------------------------ | ------------------------------------ | ------------------------------------ | ------------------------------------ | ------------------------------------ |
| 1                                      | WRC                                  | Sébastien Ogier                      | Vincent Landais                      | Toyota GR Yaris Rally1               | Toyota Gazoo Racing WRT              | P                                    | 3:12:02.1                            | 25                                   |
| 2                                      | WRC                                  | Kalle Rovanperä                      | Jonne Halttunen                      | Toyota GR Yaris Rally1               | Toyota Gazoo Racing WRT              | P                                    | +18.7                                | 18                                   |
| 3                                      | WRC                                  | Thierry Neuville                     | Martijn Wydaeghe                     | Hyundai i20 N Rally1                 | Hyundai Shell Mobis WRT              | P                                    | +44.6                                | 15                                   |
| 4                                      | WRC                                  | Elfyn Evans                          | Scott Martin                         | Toyota GR Yaris Rally1               | Toyota Gazoo Racing WRT              | P                                    | +1:12.3                              | 12                                   |
| 5                                      | WRC                                  | Ott Tänak                            | Martin Järveoja                      | Ford Puma Rally1                     | M-Sport Ford WRT                     | P                                    | +2:34.8                              | 10                                   |
| 6                                      | WRC                                  | Takamoto Katsuta                     | Aaron Johnston                       | Toyota GR Yaris Rally1               | Toyota Gazoo Racing WRT              | P                                    | +3:32.5                              | 8                                    |
| 7                                      | WRC                                  | Dani Sordo                           | Cándido Carrera                      | Hyundai i20 N Rally1                 | Hyundai Shell Mobis WRT              | P                                    | +3:47.4                              | 6                                    |
| 8                                      | WRC                                  | Esapekka Lappi                       | Janne Ferm                           | Hyundai i20 N Rally1                 | Hyundai Shell Mobis WRT              | P                                    | +3:51.3                              | 4                                    |
| 9                                      | WRC-2                                | Yohan Rossel                         | Arnaud Dunand                        | Citroën C3 Rally2                    | PH Sport                             | P                                    | +10:07.9                             | 2                                    |
| 10                                     | WRC-2                                | Nikolay Gryazin                      | Konstantin Aleksandrov               | Škoda Fabia RS Rally2                | Toksport WRT 2                       | P                                    | +10:08.4                             | 1                                    |
| Championnat du Monde des Rallyes WRC-2 |                                      |                                      |                                      |                                      |                                      |                                      |                                      |                                      |
| 1 (9.)                                 | WRC-2                                | Yohan Rossel                         | Arnaud Dunand                        | Citroën C3 Rally2                    | PH Sport                             | P                                    | 3:22:09.9                            | 25                                   |
| 2 (10.)                                | WRC-2                                | Nikolay Gryazin                      | Konstantin Aleksandrov               | Škoda Fabia RS Rally2                | Toksport WRT 2                       | P                                    | +0.5                                 | 18                                   |
| 3 (11.)                                | WRC-2                                | Pepe López                           | Borja Rozada                         | Hyundai i20 N Rally2                 | Pepe López                           | P                                    | +1:10.7                              | 15                                   |
| 4 (12.)                                | WRC-2                                | Erik Cais                            | Petr Těšínský                        | Škoda Fabia RS Rally2                | Erik Cais                            | P                                    | +1:30.4                              | 12                                   |
| 5 (13.)                                | WRC-2                                | Adrien Fourmaux                      | Alexandre Coria                      | Ford Fiesta Rally2                   | M-Sport Ford WRT                     | P                                    | +1:56.3                              | 10                                   |
| 6 (15.)                                | WRC-2                                | Chris Ingram                         | Craig Drew                           | Škoda Fabia Rally2 Evo               | Chris Ingram                         | P                                    | +3:06.7                              | 8                                    |
| 7 (16.)                                | WRC-2                                | Marco Bulacia                        | Axel Coronado                        | Škoda Fabia RS Rally2                | Toksport WRT 2                       | P                                    | +4:44.9                              | 6                                    |
| 8 (17.)                                | WRC-2                                | Grégoire Munster                     | Louis Louka                          | Ford Fiesta Rally2                   | M-Sport Ford WRT                     | P                                    | +4:49.4                              | 4                                    |
| 9 (18.)                                | WRC-2                                | Stéphane Lefebvre                    | Andy Malfoy                          | Citroën C3 Rally2                    | Stéphane Lefebvre                    | P                                    | +5:40.4                              | 2                                    |
| 10 (19.)                               | WRC-2                                | François Delecour                    | Sabrina De Castelli                  | Škoda Fabia RS Rally2                | François Delecour                    | P                                    | +6:07.2                              | 1                                    |
| WRC-3                                  |                                      |                                      |                                      |                                      |                                      |                                      |                                      |                                      |
| Pas de participants                    |                                      |                                      |                                      |                                      |                                      |                                      |                                      |                                      |
| Source                                 |                                      |                                      |                                      |                                      |                                      |                                      |                                      |                                      |